# 星空の伝言
「星空の伝言」（ほしぞらのでんごん）は、1983年3月1日に発売されたチューリップ通算22枚目のシングル。

## 解説
財津和夫が当時傾倒していた宇宙への志向を最も強く打ち出した通算14枚目のアルバム『Halo』（5月1日発売）からの先行シングルカット。
イントロでの三度重ねのリードギターは宮城伸一郎が弾いている（他の楽曲でも要所でギターを弾いている）。
アレンジの複雑さと、声のキー（Bマイナー）が問題で、発表当時の「LIVE ACT 1983」ツアー、第3期の「Live Act Tulip '86」ツアーでしか演奏されていない。
カップリング曲はオリジナル・アルバム未収録。
シングルのジャケットはそれまでメンバーの近影がほとんどであったが、初めて風景写真が使用された。場所は夜の日比谷公園で、中心に写っている建物は中央合同庁舎第5号館である。日比谷公園の噴水広場の南側から景色を確認できるが、木が成長し、ビル群が増えたため外観は大きく変わっている。

## 収録曲
全曲作詞・作曲：財津和夫　編曲：チューリップ
1. 星空の伝言
2. ハッピー・ユア・バースディ